# Восточноительменский язык
Восточноительме́нский язы́к — язык ительменов, проживавших на Камчатке по побережью Тихого океана. Относился к ительменской группе чукотско-камчатской семьи (принадлежность ительменских к чукотско-камчатским признаётся не всеми исследователями). Исчез к первой трети XIX в.

## Распространение
Восточноительменский язык был распространён в основном в районах острожек казаков и русских поселенцев, по течению реки Камчатки.

## Диалекты
Северный диалект (у Крашенинникова и Палласа попадает в разряд «корякских наречий» из-за культурной близости и оседлого образа жизни нымыланов и восточных камчадалов)
- укинский говор (Uk) = северо-северо-восточный (NNE) (характеризуется заимствованиями корякскими, паланскими и карагинскими)